# سیارک ۹۶۷۳
سیارک ۹۶۷۳ (به انگلیسی: 9673 Kunishimakoto، نامگذاری:1997UC25) نه هزار و ششصد و هفتاد و سومین سیارک کشف شده‌است که در ۲۵ اکتبر ۱۹۹۷ کشف شد.
قدر مطلق سیارک برابر ۱۴٫۰۰ است.